# Capinota
Capinota est une petite ville du département de Cochabamba, en Bolivie, et le chef-lieu de la province de Capinota. Sa population s'élevait à 4 766 habitants en 2001.

## Géographie
Capinota est située à une altitude de 2 403 m, sur la rive droite du Río Arque. Elle se trouve à 66 km au sud de Cochabamba.
Le climat est semi-aride avec des précipitations moyenne de 600 mm par an et une température moyenne annuelle de 11 °C. La saison sèche dure de mai à septembre avec des températures plus fraîches, mais Capinota ne connaît pas le gel. La saison des pluies, qui dure de décembre à février, est plus chaude que la moyenne annuelle des températures

## Histoire
L'histoire de la ville remonte au 27 avril 1559, lorsque des moines de l'Ordre des Augustins s'y établirent.

## Population
La population de Capinota s'élevait à 4 766 habitants au recensement de 2001.